# ハロー・グッドバイ (アグネス・チャンの曲)
「ハロー・グッドバイ」は、喜多條忠の作詞、小泉まさみの作曲による曲。アグネス・チャンのシングル「冬の日の帰り道」（1975年12月10日発売）のB面に収録された（編曲：萩田光雄）。
その後、2番の歌詞が変更されて「ハロー・グッバイ」と改題される。以後は「ハロー・グッドバイ」より「ハロー・グッバイ」として知られている。
歌詞に出てくる「（紅茶のおいしい）喫茶店」は、フォークシンガー南こうせつの兄が大分市で経営していた店がモデルとなった。

## ハロー・グッバイ
「ハロー・グッバイ」の最初の歌唱者は讃岐裕子であり、1977年にシングルを発売した。その後も、以下の歌手がカバーシングルを発売している。
- 1981年：柏原よしえ（現：柏原芳恵） - 後述
- 1992年：山本智美
- 1998年：笹峰愛

### 柏原よしえ版
柏原よしえによる「ハロー・グッバイ」は、1981年10月15日7枚目のシングルとして発売された。また、同年12月15日には同曲を収録した同名のアルバムも発売している。

#### 概要
本楽曲で、柏原は初のオリコンチャートTOP10入りを果たし、最高位は6位まで上昇した。また、同チャート集計におけるシングル売上も38万枚を超える売上記録となり、柏原のシングルとして最大の売上となった。公称シングル売上は60万枚を記録。
TBSテレビ系『ザ・ベストテン』では、1981年11月に当時堀越高校の同級生だった松本伊代と共に「今週のスポットライト」で初出演した。その後、同年12月3日に7位で初ランクインとなり、翌年1月7日には4位まで上昇、同番組の10位以内に合計9週間ランクインした。
また、日本テレビ系『ザ・トップテン』では、最高3位まで上昇し、11週間ランクインした。さらに、1981年大晦日放送のTBS系『第23回日本レコード大賞』では、柏原と同じ昨年デビュー（1980年）の田原俊彦・松田聖子・河合奈保子と共に「ゴールデン・アイドル賞」を獲得した。
編曲の違いの他、アグネス盤や讃岐盤がニ短調で歌っているのに対し、柏原は長二度下げてハ短調で歌っている。

#### 柏原よしえ版シングル収録曲
1. ハロー・グッバイ (2分54秒)
作詞：喜多條忠／作曲：小泉まさみ／編曲：竜崎孝路
2. 恋はマシュマロ (3分3秒)
作詞：岡田冨美子／作曲：すぎやまこういち／編曲：若草恵